# Apollo XXI
Apollo XXI è il primo album discografico del chitarrista Steve Lacy, pubblicato nel 2019.

## Tracce
1. Only If
2. Like Me (feat. Daisy)
3. Playground
4. Basement Jack
5. Guide
6. Lay Me Down
7. Hate CD
8. In Lust We Trust
9. Love 2 Fast
10. Amandla's Interlude
11. N Side
12. Outro Freestyle/4ever